# St. Joe (Arkansas)
St. Joe – miasto w Stanach Zjednoczonych, w stanie Arkansas, w hrabstwie Searcy.